# Tipimegus stebbingi
Tipimegus stebbingi is een vlokreeftensoort uit de familie van de Phoxocephalidae. De wetenschappelijke naam van de soort is voor het eerst geldig gepubliceerd in 1958 door J.L. Barnard.